# Melanagromyza barbata
Melanagromyza barbata är en tvåvingeart som beskrevs av Spencer 1960. Melanagromyza barbata ingår i släktet Melanagromyza och familjen minerarflugor. Inga underarter finns listade i Catalogue of Life.